# 川心鄉
川心鄉，是重慶市合川區（合川縣、合川市）曾設置的一個鄉鎮級行政單位。

## 概況
原名楊柳公社。因重名，1981年以境內有一「川心店」改現名。川心店原稱穿心店，取大路從店鋪中穿過之意，後訛變為川心。位於縣境東南緣。面積21.57平方公里。5831人(農業人口5611人)。轄橫擔、川心、嵐埡、大屋、瓦店5個村。駐地楊柳壩，距縣城51公里。轄區原屬江北縣清平鄉，1954年置川心鄉，1955年8月劃歸合川縣。地屬山區。最高海拔為摩天坡、吊耳岩，在870米以上。有成片林5400畝。煤藏量豐富。有耕地5238畝(田1537畝)。 堰塘34口，電灌站、抽水機站二處。主產糧食。經濟作物有油菜子、土煙、藥材、蠶繭等。襄渝鐵路橫穿境內，並通公路。